# San Genesio ed Uniti
San Genesio ed Uniti é uma comuna italiana da região da Lombardia, província de Pavia, com cerca de 3.395 habitantes. Estende-se por uma área de 8 km², tendo uma densidade populacional de 424 hab/km². Faz fronteira com Borgarello, Bornasco, Giussago, Pavia, Sant'Alessio con Vialone, Zeccone.

## Demografia
| Variação demográfica do município entre 1861 e 2011                               |
|                                                                                   |
| Fonte: Istituto Nazionale di Statistica (ISTAT) - Elaboração gráfica da Wikipedia |